# Internazionali di Tennis di Bergamo 2011
Gli Internazionali di Tennis di Bergamo 2011 sono stati un torneo professionistico di tennis maschile giocato sul cemento indoor. È stata la 6ª edizione del torneo, che fa parte dell'ATP Challenger Tour nell'ambito dell'ATP Challenger Tour 2011. Si è giocato a Bergamo in Italia dal 7 al 13 febbraio 2011.

## Partecipanti

### Teste di serie
| Giocatore   | Nazionalità      | Ranking* | Testa di serie |
| ----------- | ---------------- | -------- | -------------- |
| Italia      | Andreas Seppi    | 50       | 1              |
| Slovacchia  | Karol Beck       | 100      | 2              |
| Italia      | Simone Bolelli   | 102      | 3              |
| Lussemburgo | Gilles Müller    | 103      | 4              |
| India       | Somdev Devvarman | 110      | 5              |
| Giappone    | Gō Soeda         | 117      | 6              |
| Belgio      | Olivier Rochus   | 119      | 7              |
| Francia     | Stéphane Robert  | 123      | 8              |

- Ranking al 31 gennaio 2011.

### Altri partecipanti
Giocatori che hanno ricevuto una wild card:
- Laurynas Grigelis
- Dominik Hrbatý
- Joachim Johansson
- Andreas Seppi

Giocatori che hanno ricevuto uno Special Exempt:
- Marius Copil
- Dominik Meffert

Giocatori passati dalle qualificazioni:
- Farruch Dustov
- Dušan Lajović
- Boris Pašanski
- Alexander Sadecky

## Campioni

### Singolare
Andreas Seppi ha battuto in finale  Gilles Müller con il punteggio di 3–6, 6–3, 6–4.

### Doppio
Frederik Nielsen /  Ken Skupski hanno battuto in finale  Michail Elgin /  Aleksandr Kudrjavcev per walkover